# Farsel
Betegnelsen "farsel" er et ordspil på barsel, hvori det implicit er forstået, at det er faderen som er den voksne part. Ordet "farsel" fungerer primært på dansk. 
Barsel og indholdet af dette har ændret sig gennem tiden. Forholdene er som udgangspunkt i moderne tid ganske fordelagtige i Danmark for begge forældre (til sammenligning med andre lande) og deraf, er "farsel" affødt som modspil til den tidligere stærke kobling til moderen.
Ordet er også at finde i Kalkars Ordbog udgivet af Det Danske Sprog- og Litteraturselskab, som dækker det danske sprog i perioden 1300-1700, men det havde en anden betydning, dengang det blev optaget i denne ordbog. Ordet bruges med sin nuværende betydning jævnligt i medierne i bl.a. artiklen "Farsel er nok den bedste forberedelse på en coronakrise, man kan ønske sig" eller TV 2 Echo-serien “Nybagte fædre på ‘farsel’”.
Farsel optræder ikke på officielle hjemmesider som borger.dk.

## Fodnoter
1. ↑  "Kalkarsordbog.dk". Arkiveret fra originalen 14. juni 2020. Hentet 14. juni 2020.
2. ↑  "Arkiveret kopi". Arkiveret fra originalen 3. juni 2020. Hentet 14. juni 2020.
3. ↑  "Arkiveret kopi". Arkiveret fra originalen 15. juni 2020. Hentet 15. juni 2020.